# Kyat
Kyat (K - kyap / ) är den valuta som används i Myanmar i Asien. Valutakoden är MMK. 1 Kyat = 100 pya.
Valutan infördes 1952 och ersatte den tidigare indiska rupien som infördes 1886 och återinfördes 1945. 1937 infördes en burmansk rupie som bara gällde fram till den japanska ockupationen och sedan helt tappade i värde.
Valutan gäller endast i Burma och in- och utförsel är förbjudna.

## Användning
Valutan ges ut av myan ma naing ngam taw ba ho bhan som grundades 1990 och har huvudkontoret i Naypyidaw efter flyttning från Rangoon.

## Valörer
- Mynt: 1 kyat
- Underenhet: 1, 5, 10, 25 och 50 pya
- Sedlar: 50 pyas; 1, 5, 10, 15, 20, 45, 50, 90, 100, 200, 500, 1000,5000 och 10000 MMK